# August Franzen
August Franzen (* 12. Februar 1912 in Barmen; † 30. März 1972 in Freiburg) war ein katholischer Kirchenhistoriker und Priester des Erzbistums Köln.

## Leben
August Franzen besuchte das Gymnasium in Wuppertal und studierte von 1931 bis 1935 in Bonn Theologie. 1937 wurde er zum Priester geweiht, danach wirkte er als Kaplan in Eitorf/Sieg, Bad Godesberg, Königswinter und Köln. 1939 erfolgte die kirchenhistorische Promotion in Theologie bei Wilhelm Neuß. In seiner Dissertation befasste er sich mit dem Kölner Erzbischof Ferdinand von Bayern. Nach dem Zweiten Weltkrieg setzte er sein Studium in Rom fort, wo er in der Vatikanischen Bibliothek die Kölner Nuntiaturberichte untersuchte. 1951 habilitierte er sich bei Hubert Jedin mit einer Arbeit über die Kölner Archidiakonate, worüber er auch später noch publizierte. Von 1960 an lehrte er als Professor Kirchengeschichte und Religiöse Volkskunde an der Albert-Ludwigs-Universität Freiburg. Franzens Hauptforschungsgebiet waren die Reformationsgeschichte und die Katholische Reform mit einem besonderen Fokus auf das Erzbistum Köln.
1940 wurde er Vorstandsmitglied der Gesellschaft Corpus Catholicorum, welche sich der Erforschung der Reformationsgeschichte und der katholischen Reform im 16. und 17. Jahrhundert widmet. 1966 wurde er ihr Vorsitzender.

## Werk
Bekannt ist Franzen noch heute aufgrund seiner Kleinen Kirchengeschichte, die zuletzt 2008 in 26. Auflage erschien (erweitert und überarbeitet von Roland Fröhlich). Auch seine zusammen mit Remigius Bäumer verfasste Papstgeschichte erlebte mehrere Auflagen (vierte Aufl. 1988).